# Mr. Treublaan

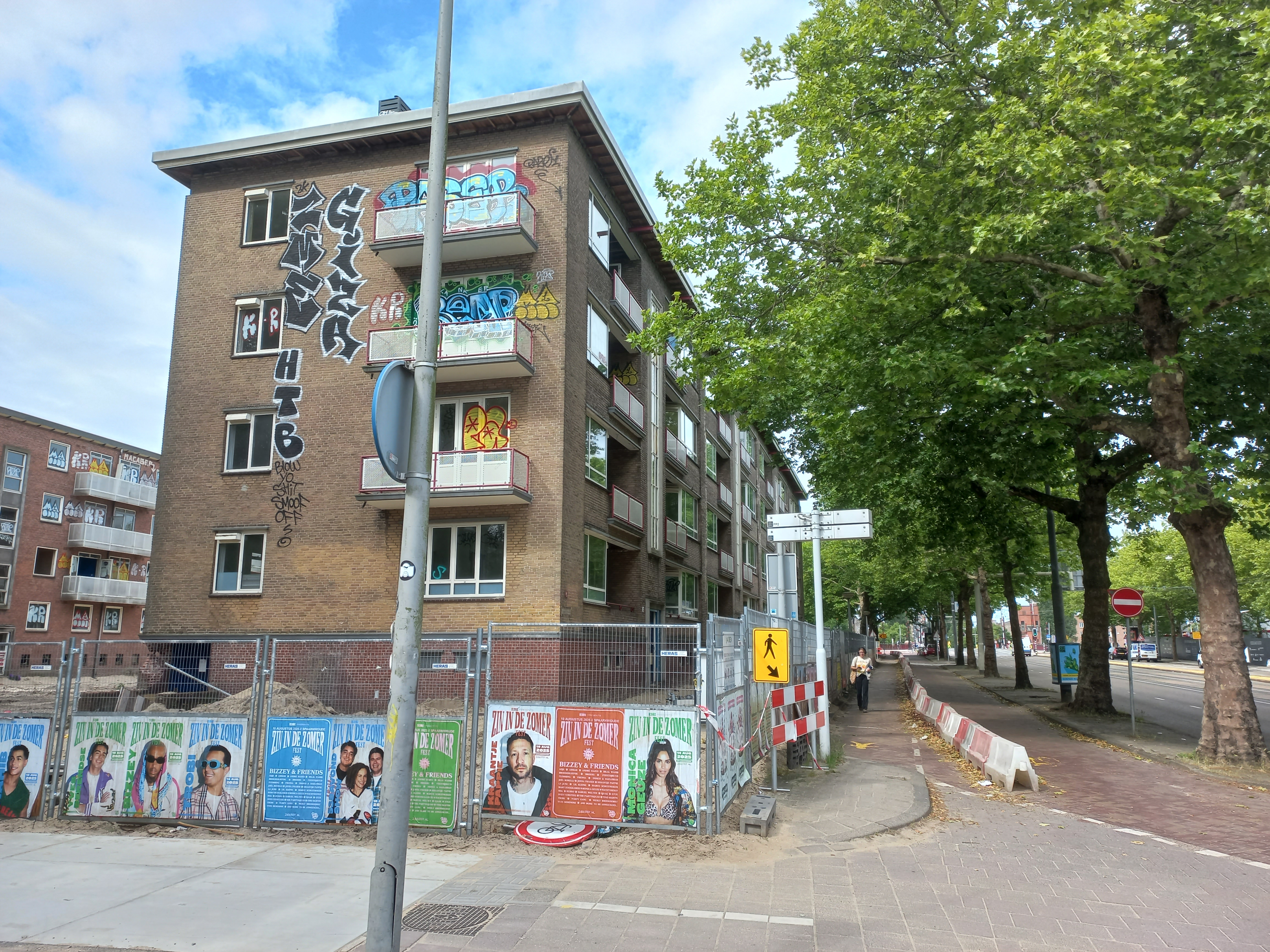
Sloop Mr. Treublaan 18-32 (juni 2025)

De Mr. Treublaan is een straat in Amsterdam-Oost.

## Ligging etc.
De relatief korte, maar belangrijke, doorgaande straat loopt van de Weesperzijde in het verlengde van de Vrijheidslaan en Berlagebrug onder de spoor- en metrobaan naar het Prins Bernhardplein en Julianaplein. Voor het doorgaande verkeer vormt de straat de verbinding tussen Amsterdam-Zuid en de Gooiseweg. Aan beide zijden kent de straat een korte ventweg aan de zuidzijde gecombineerd met het fietspad.
De straat werd op 15 oktober 1939 in gebruik genomen gelijktijdig met de opening van het Amstelstation en werd met een raadsbesluit van 26 juli 1939 vernoemd naar Willem Treub, een Nederlands jurist en econoom en van 1893-1896 wethouder in Amsterdam. Door de straat rijden tramlijn 12 en buslijn 62.

## Bebouwing
Aan de noordzijde van de laan stond een stadsvilla en de cacaofabriek van Korff. Later kwam op de plaats van de stadsvilla en de gevels aan de Weesperzijde de Kweekschool voor de handel. De architect van dat gebouw zou worden Jacques Bot, maar die overleed voordat er begonnen kon worden met de bouw. Het werd vervolgens een gebouw van Herman Knijtijzer; het werd in 2024 gesloopt. Ten oosten daarvan kwam op een nog stuk braakliggend terrein het nieuwe kantoor van Korff, 47 meter lang en vijf meter hoog. In 1978 werd Korff opgekocht door American General Cacao, die het subiet sloot. WestlandUtrecht Bank had een oogje op het na sloop van de gebouwen vrijgekomen terrein. Zij wilde er hun nieuwe hoofdkantoor neerzetten. Midden jaren tachtig vestigde zich verzekeringsmakelaar Bekouw Mendes zich hier (voorheen Stadhouderkade), ging vervolgens op in Alexander & Alexander en daarna in de Aon Corporation. Ook zij vertrokken en het gebouw kreeg van de nieuwe eigenaar ING de naam Amstelpoort mee. In 2015 tot en met 2017 werd het gebouw grondig gerenoveerd (alleen het casco bleef staan) onder de titel The Cloud. Aan de zuidkant ligt de Van der Kunbuurt en dat kende aan de laan een blok sociale woningbouw met een aantal winkels, ontworpden door Cornelis Keesman. Dat woonblok werd in 2025 gesloopt.
De Mr. Treublaan kent geen gemeentelijk of rijksmonument. In het westen sluit ze echter aan op het rijksmonument Berlagebrug.

## Mr. Treubspoorbrug
Over de laan hangt al sinds de opening van de straat een spoorviaduct, waarvan bovenstaand de coördinaten zijn vermeld, in het traject Station Amsterdam Muiderpoort en Station Amsterdam Amstel. Er reed hier namelijk sinds 1845 (zonder dat de Mr. Treublaan er al was) een trein van de Nederlandsche Rhijnspoorweg-Maatschappij tussen het Weesperpoortstation in Amsterdam en Utrecht. De rails daarvan lagen nog op maaiveldniveau. Eind jaren dertig van de 20e eeuw werden de spoorbanen in het kader van Spoorwegwerken Oost in de hoogte getild; ze kwamen op dijklichamen te liggen. Overwegen sneuvelden en er kwamen bruggen en viaducten. In 1938/1939 werd er daarom een viaduct gebouwd over de ondergrond waar even later de laan zou worden aangelegd. Zowel laan als Station Amsterdam Amstel werden geopend in oktober 1939, hetgeen betekent dat dan ook het viaduct in gebruik werd genomen. Het viaduct bestaat dan uit drie viaducten, twee enkelspoorsviaducten aan de buitenzijde met daartussen een dubbelspoorsviaduct in het midden. Het talud en landhoofd naast het westelijk enkelsporig viaduct is dusdanig breed dat er ruimte is voor nog een viaduct met twee sporen maar dit is tot op heden nooit gerealiseerd. De buitenste viaducten boden als geëlektrificeerd verkeer, het middelste (nog) niet.
Die situatie wijzigde met de komst van de Amsterdamse Metro, de Oostlijn in het traject tussen Wibautstraat en Amstelstation. Voorbereidend werk bestond uit het omleiden van alle treinen naar de buitenste viaducten met navenante aanpassingen in het Amstelstation. Vervolgens werden de middelste sporen gesloopt en vervangen door rails en het elektranetwerk voor de metro. Ze komt even ten noorden van de Ringdijk Amsterdam/Watergraafsmeer boven de grond tussen beide spoorrails in. Een situatie die tot heden ten dage (2017) ongewijzigd is. De viaducten zien er bijna hetzelfde uit. De viaducten worden gedragen door stalen pijlers op betonnen sokkels (de buitenste viaducten hebben drie pijlers; het middelste vier). Een dwarsbalk draagt daarbij de stalen liggers van de brug. De balustrades van de viaducten bestaan uit plaatwerk, met daarop nog een hekwerk. De landhoofden doen nog enigszins aan de Amsterdamse School denken met hun uit baksteen opgebouwde muren. Tussen de landhoofden (dwars op de viaducten) is de gehele ruimte betegeld in horizontale lijnen. Onder de overspanning ligt de Mr. Treublaan met apart gescheiden voet- en fietspaden, afstapjes naar het wegdek met twee stroken, de gescheiden trambanen voor tramlijn 12, weer twee rijstroken met een opstapje naar nog een voet- en fietspad. Omdat de weg hier verdiept is aangelegd ten opzichte van de Berlagebrug en het Julianaplein stroomt bij zware regenval al het water hiernaar toe, hetgeen soms overlast voor en stremming van het verkeer tot gevolg heeft. Het moet dan door de gemeente worden weggepompt. In november 2017 kreeg het viaductstelsel de naam Mr. Treubspoorbrug. Sinds het populair worden van graffiti werden de viaducten daardoor regelmatig getroffen.

## Afbeeldingen

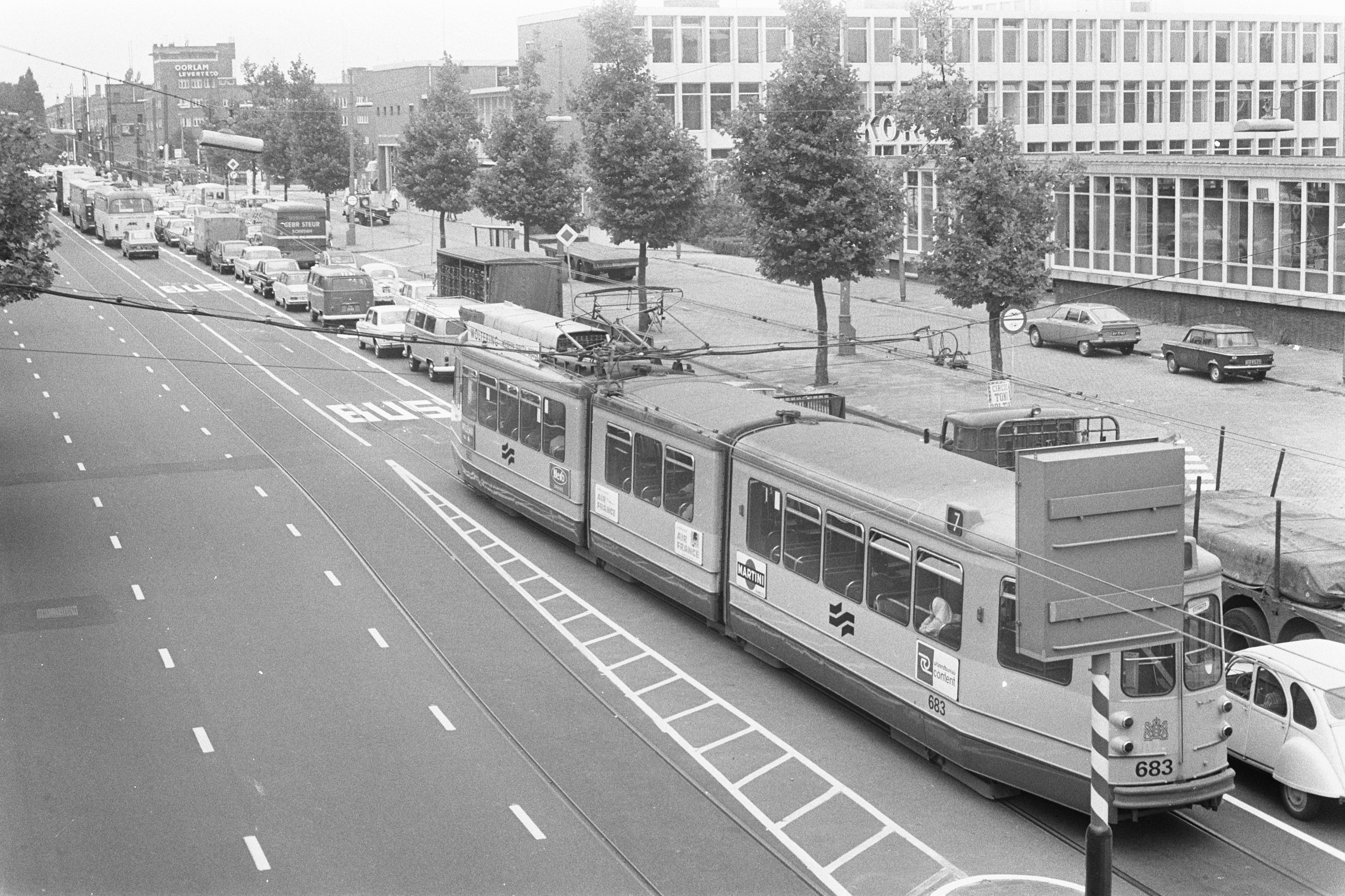
Mr. Treublaan in 1971, gezien naar het westen
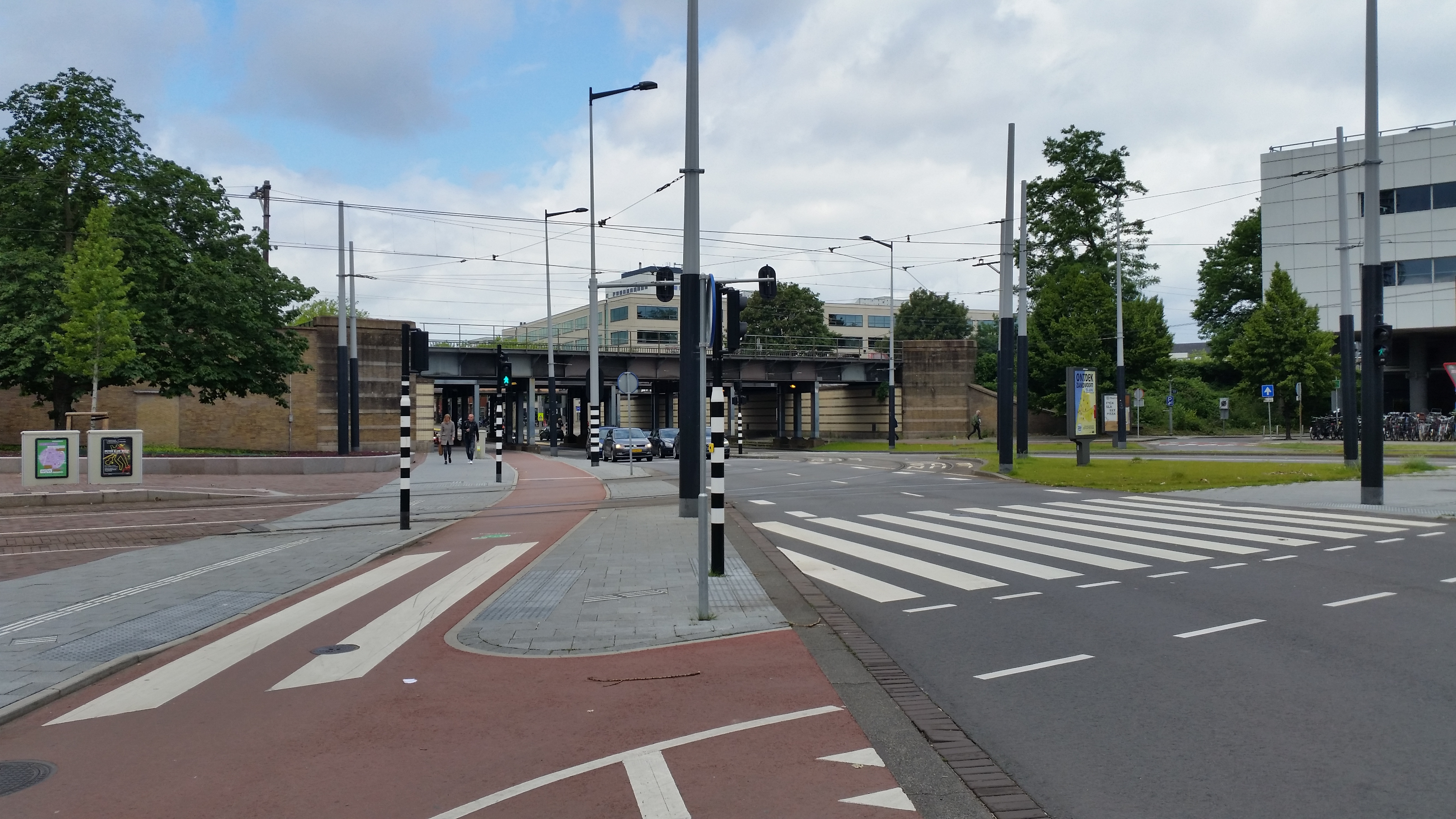
De spoorbrug gezien vanaf het Prins Bernardplein (juni 2019)

Abcouderpadspoorbrug ·
AMC-Padspoorbrug ·
Amstelveensewegspoorbrug ·
Anderlechtspoorbrug ·
Arlandaspoorbrug ·
Basiswegspoorviaduct Oost ·
Basiswegspoorviaduct West ·
Beethovenspoorbrug ·
Ben Viljoenspoorbrug ·
Beukenwegspoorbrug ·
Bonispoorbrug ·
Bos en Lommerspoorbrug ·
Spoorbrug in de Burgemeester Stramanweg · 
Bullewijkspoorbrug ·
Carrascospoorviaduct ·
Celebesspoorbrug ·
Comeniusspoorbrug ·
Czaar Peterspoorbrug ·
Cruquiusspoorbrug ·
Dalsteinbrug ·
Domselaerspoorbrug ·
Erasmusspoorbrug ·
Europaboulevardspoorbrug ·
Frans de Wollantsspoorbrug ·
Gaasperdammerspoorbrug ·
Haarlemmerwegspoorbrug ·
Heemstedespoorbrug ·
Hemsterhuisspoorbrug ·
Henk Sneevlietspoorbrug ·
Hoogoorddreefspoorbrug ·
Houtmanspoorbrug ·
Houttuinenspoorbrug ·
Insulindespoorbrug ·
Jan Evertsenspoorbrug ·
Jan van Galenspoorbrug ·
Johan Huizingaspoorbrug ·
Kabelwegspoorbrug ·
Karspeldreefspoorbrug ·
Kastrupspoorbrug ·
Kattenburgerspoorbrug ·
Korte Prinsengrachtspoorbrug ·
Kruislaanspoorbrug ·
Lelylaanspoorbrug ·
Linnaeuskadespoorbrug ·
Linneausstraatspoorbrug ·
Meibergpadspoorbrug ·
Molukkenspoorbrug ·
Mr. Treubspoorbrug ·
Museumlijnspoorbrug ·
Nieuwegeinspoorbrug ·
Nieuwe Haagsespoorbrug ·
Noordzeewegspoorbrug ·
Omvalspoorbrug ·
Oostertoegangsspoorbrug ·
Oosterdoksspoorbrug ·
Overbrakerspoorbrug ·
Overzichtspoorbrug ·
Pablo Nerudaspoorbrug West ·
Pablo Nerudaspoorbrug Oost ·
Parnassusspoorbrug ·
Piarcospoorviaduct ·
Pieter Calandspoorbrug ·
Planciusspoorbrug ·
Ringdijkspoorbrug ·
Robert Fruinspoorbrug ·
Rozenoordspoorbrug ·
Schinkelspoorbrug ·
Seinewegspoorbrug Noord ·
Seinewegspoorbrug Zuid ·
Sloterdijkerwegspoorweg ·
Solitudolaanspoorbrug ·
Spaarndammerspoorbrug ·
Strandvlietspoorbrug ·
Tafelbergspoorbrug ·
Tjepmaspoorbrug ·
Transformatorwegspoorbrug ·
Van Swindenspoorbrug ·
Vlaardingenspoorbrug ·
Westerdoksdijkspoorbrug ·
Westertoegangsspoorbrug ·
Wibautspoorbrug ·
Wiltzanghspoorbrug ·
Wijttenbachspoorbrug ·
Zaandijkspoorbrug ·
Zaventemspoorbrug ·
Zeeburgerdijkspoorbrug ·
Zeeburgerpadspoorbrug